# Амрин, Токе
Токе Амрин — советский политический деятель, депутат Верховного Совета СССР 1-го созыва (1938—1946).

## Биография

### Политическая деятельность
Был избран депутатом Верховного Совета СССР 1-го созыва от Казахской ССР в Совет Национальностей в результате выборов 12 декабря 1937 года.